# Dihydrocodeïne
Dihydrocodeïne is een geneesmiddel dat kan gebruikt worden bij hoest en als pijnstiller. Het is een semisynthetisch opioïde. 
Gebruik van dihydrocodeine als pijnstiller vereist een hogere dosis en kent dezelfde voor- en nadelen als andere narcotische analgetica zoals codeïne. De werking, effecten en chemische structuur zijn zeer gelijkaardig. In Nederland is dihydrocodeïne niet verkrijgbaar maar er bestaan voldoende alternatieven. In België is het verkrijgbaar als tabletjes en als siroop onder de merknaam Paracodine met als enige indicatie hoest.